# یواس‌اس کلورت (ای‌پی‌ای-۳۲)
یواس‌اس کلورت (ای‌پی‌ای-۳۲) (به انگلیسی: USS Calvert (APA-32)) یک کشتی بود که طول آن ۴۹۱ فوت (۱۵۰ متر) بود. این کشتی در سال ۱۹۴۲ ساخته شد.